# Аньшин, Валерий Михайлович
Валерий Михайлович Аньшин (англ. Valery Anshin; 26 января 1954, СССР — 18 марта 2025, Москва, Россия) — советский и российский научный деятель, преподаватель и системолог, доктор экономических наук, профессор (1999), ординарный профессор (2016).

## Биография

### Детство и юность
Валерий Михайлович Аньшин родился 26 января 1954 года в семье рабочего автомобильного Завода имени Лихачева Михаила Васильевича Аньшина в Москве, СССР. Обучался с 3 по 8 класс в школе № 516, с 9 по 10 класс — в школе № 463. Был примерным учеником, проявлял интерес к музыке (в том числе закончил музыкальную школу по классу трубы, руководил музыкальным кружком), а также к хоккею, футболу и иным видам спорта. После окончания школы в 1971 году поступил в Институт народного хозяйства им. Г. В. Плеханова (Российский экономический университет им. Г. В. Плеханова), где проучился на специальности «Планирование народного хозяйства» до 1975 года.

### Профессиональный путь
После кончания Института народного хозяйства им. Г. В. Плеханова в 1975 году Валерий Михайлович Аньшин начал свой трудовой путь в качестве инженера во Всесоюзном проектно-технологическом институте кранового и тягового электрооборудования НПО «Динамо» им. С. М. Кирова. Затем 14 лет он проработал в институтах Минэлектротехпрома, где проводились экономические эксперименты, развивающие понимание необходимости правильной интерпретации полученных результатов, на которых зиждется оценка проектов.
В 1987 году Валерий Аньшин защитил кандидатскую диссертацию, в 1995 году стал доктором экономических наук, в 1999 году — профессором. В 1989 году стал заведующим сектором во Всесоюзном научно-исследовательском институте экономических проблем развития науки и техники ГКНТ СССР, а затем, в 1991 году, перешёл в Российскую экономическую академию им. Г. В. Плеханова, где на протяжении 15 лет работал в должностях доцента и профессора.
В 2006 году Валерий Аньшин возглавил кафедру управления проектами на факультете менеджмента Национального исследовательского университета «Высшая школа экономики» (НИУ ВШЭ), сделав ее заметным явлением в управлении проектами, стал академическим руководителем разработанной им магистерской программы по проектному управлению. В 2009 году им была создана Высшая школа управления проектами НИУ ВШЭ, которая специализировалась на программах дополнительного образования.
В 2016 году Валерию Михайловичу Аньшину было присуждено звание ординарного профессора. В 2017 году он стал председателем диссертационного совета по менеджменту НИУ ВШЭ. Руководил программой «Доктор Делового Администрирования в управлении проектами» (Doctor of Business Administration (DВА) in Project Management).
Под редакцией Валерия Аньшина были подготовлены учебники, учебные пособия, монографии по управлению проектами, программами и портфелем проектов, инновационному менеджменту, под его руководством написаны и защищены диссертационные исследования на соискание учёной степени кандидата наук. В круг вопросов его научных исследований также входили такие темы, как: финансовый и инвестиционный анализ и менеджмент, слияния и поглощения, управление финансовыми рисками, разработка методологии бюджетирования в компании, изучение методов оценки инвестиционных проектов, разработка инновационной политики, устойчивое развитие, системный подход и анализ в управлении проектами и бизнесом различного масштаба и уровня. Валерием Михайловичем была также разработана и развита концепция управления портфелем проектов в связи с концепцией устойчивого развития.
Валерий Аньшин был главным редактором «Российского журнала управления проектами», популяризируя передовые идеи и методики в исследуемых областях. На протяжении 47 лет он занимался исследованиями в сфере управления проектами, разрабатывал методологии управления программами трансформации бизнеса, финансового и инвестиционного анализа. Труды Валерия Аньшина оказали значительное влияние на развитие менеджмента в России.

### Награды и поощрения
За выдающиеся достижения Валерий Михайлович удостоен многих наград, среди которых — почетные грамоты ВШЭ, медаль «Признание — 10 лет успешной работы», Почетный знак II степени НИУ ВШЭ. Неоднократно избирался лучшим преподавателем и лучшим научным руководителем.

### Публикации
Anshin V., Bobyleva A. International may conference on strategic management, 2020.
Anshin V., Bobyleva A. Strategies and mechanisms of sustainable development in the small and medium-sized business: project portfolio and transformational approaches, in : Economic and Social Development. 52nd International Scientific Conference on Economic and Social Development, Porto, 16-17 April 2020. Book of Proceedings. Varazdin: Varazdin development and Entrepreneurship Agency, 2020. P. 26-35.
Anshin V., Bobyleva A. The digital transformation program Management in medium-sized businesses: a Network approach, in : Book of abstracts of 16th International May Conference on Strategic Management — IMCSM20. the University of Belgrade, Technical Faculty in Bor, 2020. P. 15-15.
Аньшин В. М., Перцева Е. Ю., Глазовская Е. С. Проектный подход к реализации концепции устойчивого развития в компании М.: ИНФРА-М, 2015.
Аньшин В. М., Ильина О. Н. Исследование методологии оценки и анализ зрелости управления портфелями проектов в российских компаниях М.: ИНФРА-М, 2010.
Аньшин В. М. и др. Модели управления портфелем проектов в условиях неопределенности М.: МАТИ, 2008.
Аньшин В. М., Царьков И. Н., Яковлева А. Ю. Бюджетирование в компании. Современные технологии постановки и развития. М.: Дело, 2005.
Аньшин В. М. Инвестиционный анализ М.: Дело, 2004 г.

### Учебные пособия
Аньшин В. М., Ильина О. Н., Алешин А. В., Бархатов В. Д., Багратиони К. А., Васильева С. С., Габриелов А. О., Дьяченко В. А., Клименко О. А., Колесников А. С., Коссов В. В., Царьков И. Н., Яковлева А. Ю. Управление проектами: фундаментальный курс. 4-е изд. М.: Издательский дом НИУ ВШЭ, 2025
Аньшин В. М., Алешин А. В., Яковлева А. Ю., Царьков И. Н., Коссов В. В., Колесников А. С., Клименко О. А., Ильина О. Н., Дьяченко В. А., Дагаев А. А., Габриелов А. О., Васильева С. С., Бархатов В. Д., Багратиони К. А. Управление проектами: фундаментальный курс. 3-е изд. М.: Издательский дом НИУ ВШЭ, 2024.
Алешин А. В., Багратиони К. А., Бархатов В. Д., Васильева С. С., Габриелов А. О., Дьяченко В. А., Ильина О. Н., Клименко О. А., Колесников А. С., Коссов В. В., Царьков И. Н., Яковлева А. Ю. Управление проектами: фундаментальный курс. 2-е изд. / Под общ. ред.: В. М. Аньшин, О. Н. Ильина. М.: Издательский дом НИУ ВШЭ, 2023.
Аньшин В. М., Ильина О. Н., Багратиони К. А., Царьков И. Н., Яковлева А. Ю. Управление проектами. Фундаментальный курс / Под общ. ред.: О. Н. Ильина, В. М. Аньшин. М.: Издательский дом НИУ ВШЭ, 2021.